# Lithosiopsis torsivena
Lithosiopsis torsivena là một loài bướm đêm trong họ Noctuidae.